# Phytomyza clematidophoeta
Phytomyza clematidophoeta este o specie de muște din genul Phytomyza, familia Agromyzidae, descrisă de Spencer în anul 1969.
Este endemică în Ontario. Conform Catalogue of Life specia Phytomyza clematidophoeta nu are subspecii cunoscute.